# بریارکلیف ایکر (کارولینای جنوبی)
بریارکلیف ایکر(به انگلیسی: Briarcliffe Acres) شهری در ایالت کارولینای جنوبی کشور ایالات متحده آمریکا است که جمعیت آن در سرشماری سال ۲۰۱۰ میلادی، ۴۵۷ نفر بوده‌است.